# Loma Plata
Loma Plata ist eine Stadt im nordwestlichen Departamento Boquerón in Paraguay. Sie liegt im Gran Chaco, einer Savannenlandschaft, die den ganzen Westen Paraguays einnimmt und sich im Süden nach Argentinien und im Norden nach Bolivien erstreckt, 450 km von der Landeshauptstadt Asunción entfernt. Sie beherbergt einen Teil der mennonitischen Kolonien im Chaco Paraguays. Die Einwohnerzahl liegt bei 16 460 (DGEEC 2017)
Der Ort ist stark von deutscher Einwanderung geprägt. Zahlreiche Straßen haben deutsche Namen – wie bspw. die Reiher Strasse und die Fred Engen Strasse – und viele Gemeinderäte haben deutsche Nachnamen.

## Geschichte
Anfangs mussten die Siedler der Loma-Plata-Kolonie viele Widrigkeiten überwinden, beispielsweise Raubtierangriffe und fehlende medizinische Versorgung. Rund 100 Dörfer bilden die Kolonie in diesem Gebiet. Loma Plata ist die erste Kolonie mennonitischer Einwanderer in der Region, diese wurde 1927 gegründet und ist ein wichtiges städtisches und administratives Zentrum der Menno-Genossenschaften.

## Infrastruktur, Wirtschaft
Die Bewohner von Loma Plata sind in der Landwirtschaft, Viehzucht und Industrie tätig. Sie sind in der Sociedad Cooperativa Colonizadora organisiert.
Auf der Versuchsfarm von Isla Po’i wird landwirtschaftliche Forschung zum Anbau von Baumwolle, Erdnüssen, Sesam, Tomaten, Paprika, Papaya betrieben, Direktsaat, Fruchtfolge und weitere Anbaumethoden erforscht. Es wird mit verschiedenen Grasarten für die Tierfütterung experimentiert, Futter getestet und Toleranzen des Bodens, Klimas und anderer Konditionierungsfaktoren für die Tierproduktion. Heimische Zierpflanzen, Obstbäume und Nutzholzbäume werden für die Aufforstung gezüchtet.

## Klima
|                        | Jan  | Feb  | Mär  | Apr  | Mai  | Jun  | Jul  | Aug  | Sep  | Okt  | Nov  | Dez  |   |      |
| Mittl. Temperatur (°C) | 29,1 | 28,4 | 26,8 | 23,9 | 21,4 | 19,6 | 19,4 | 21,9 | 24,4 | 26,3 | 27,7 | 28,9 | ⌀ | 24,8 |
| Mittl. Tagesmax. (°C)  | 35,6 | 34,6 | 32,9 | 30   | 27,4 | 25,2 | 25,7 | 29,2 | 31,7 | 33   | 34,5 | 35,6 | ⌀ | 31,3 |
| Mittl. Tagesmin. (°C)  | 22,7 | 22,3 | 20,8 | 17,9 | 15,4 | 14   | 13,1 | 14,7 | 17,2 | 19,6 | 20,9 | 22,2 | ⌀ | 18,4 |
|                        |      |      |      |      |      |      |      |      |      |      |      |      |   |      |
| Niederschlag (mm)      | 93   | 77   | 65   | 74   | 38   | 26   | 16   | 6    | 26   | 77   | 78   | 87   | Σ | 663  |

| 22,7 |

| 22,3 |

| 20,8 |

| 17,9 |

| 15,4 |

| 14 |

| 13,1 |

| 14,7 |

| 17,2 |

| 19,6 |

| 20,9 |

| 22,2 |

| 22,7 |

| 22,3 |

| 20,8 |

| 17,9 |

| 15,4 |

| 14 |

| 13,1 |

| 14,7 |

| 17,2 |

| 19,6 |

| 20,9 |

| 22,2 |

## Bilder

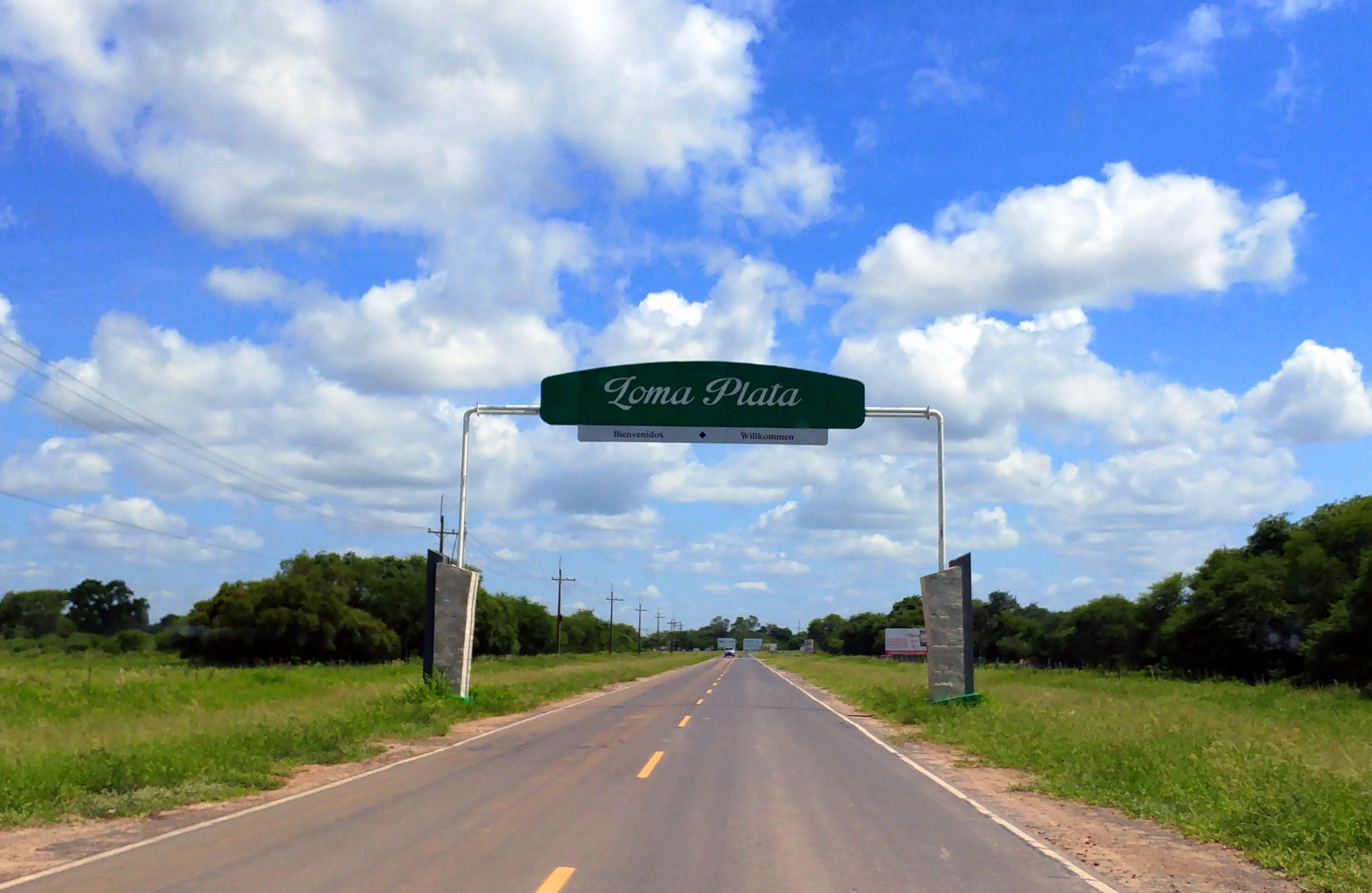
Ortsanfang
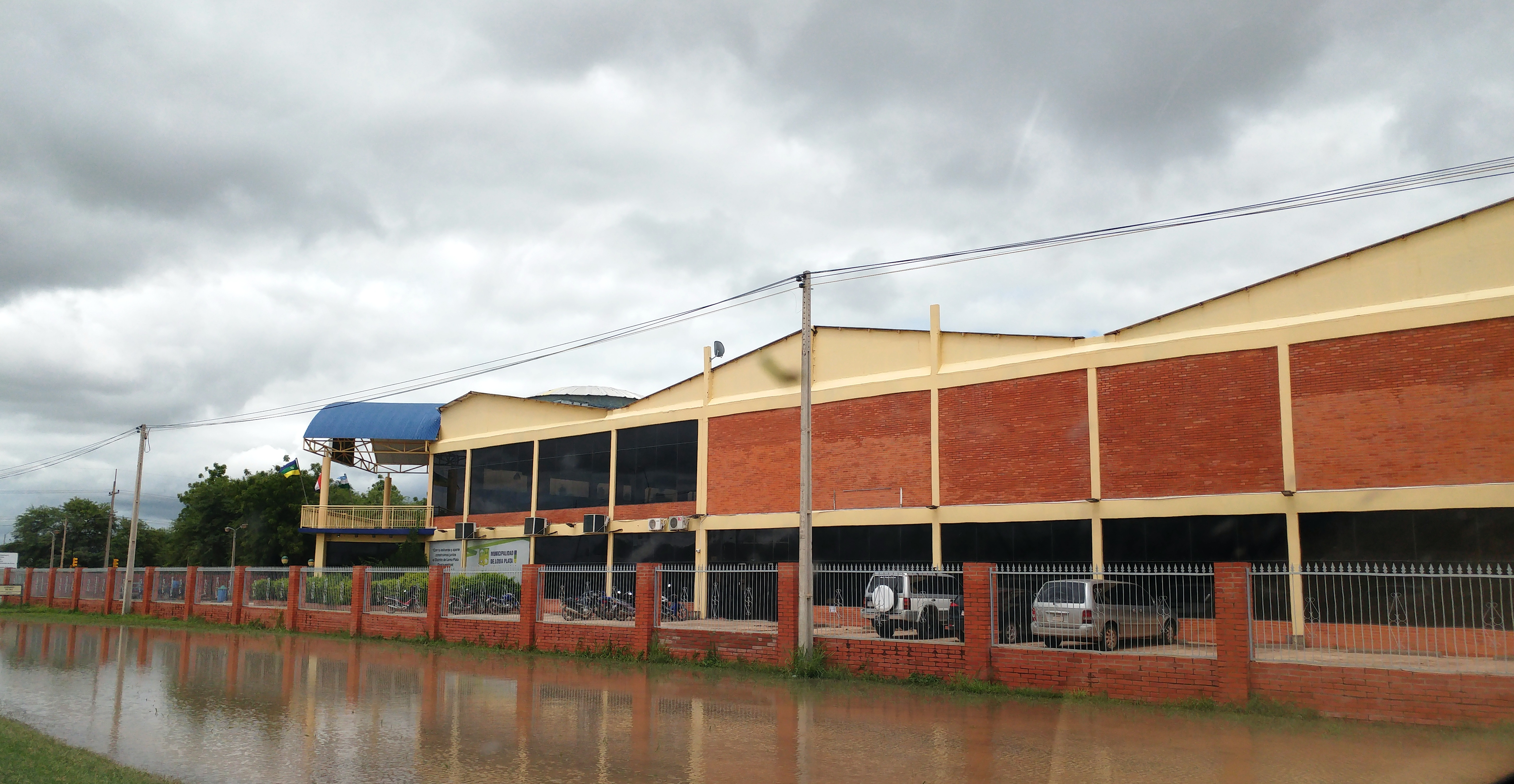
Gemeindeverwaltung
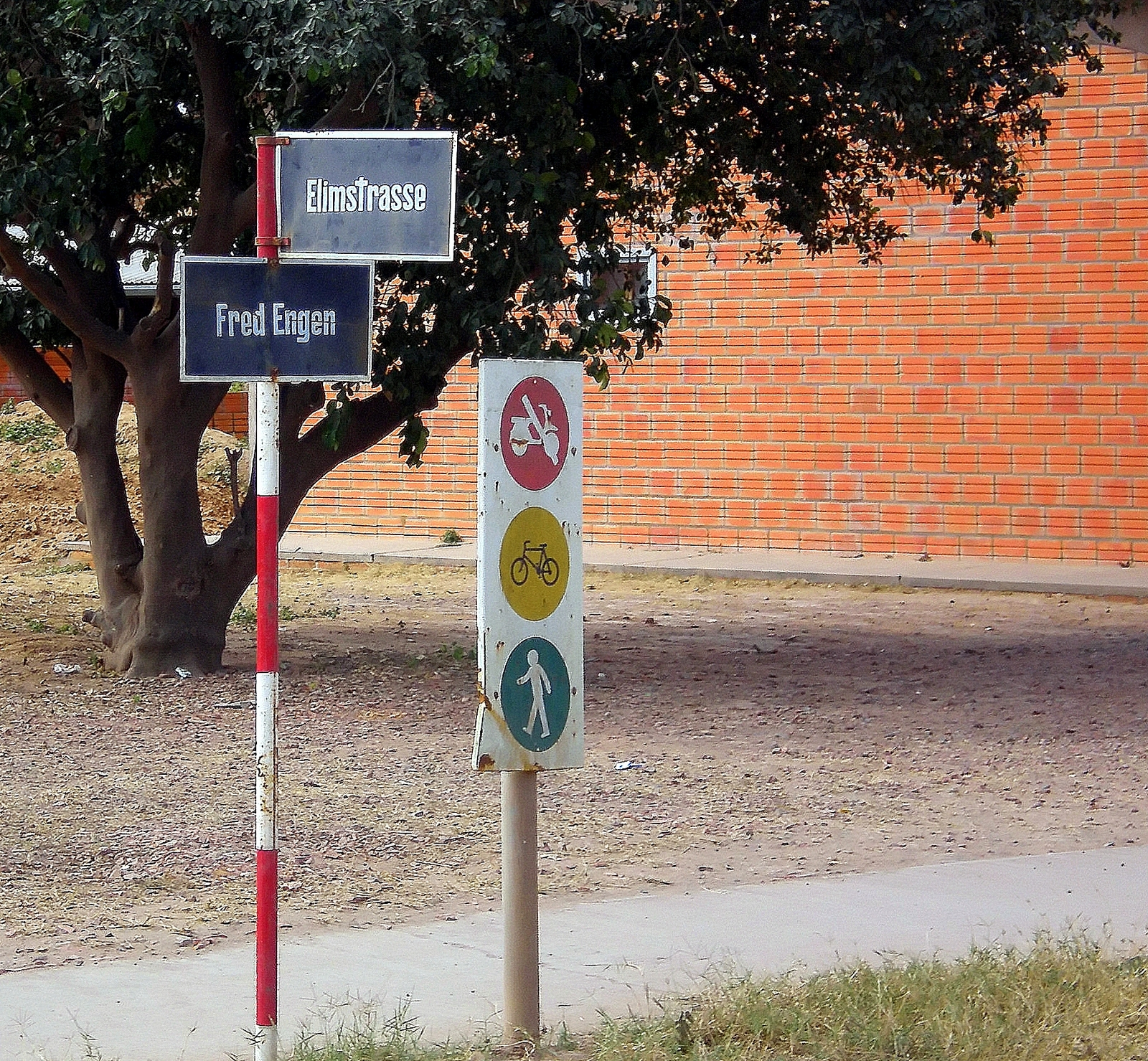
Deutsche Straßenschilder
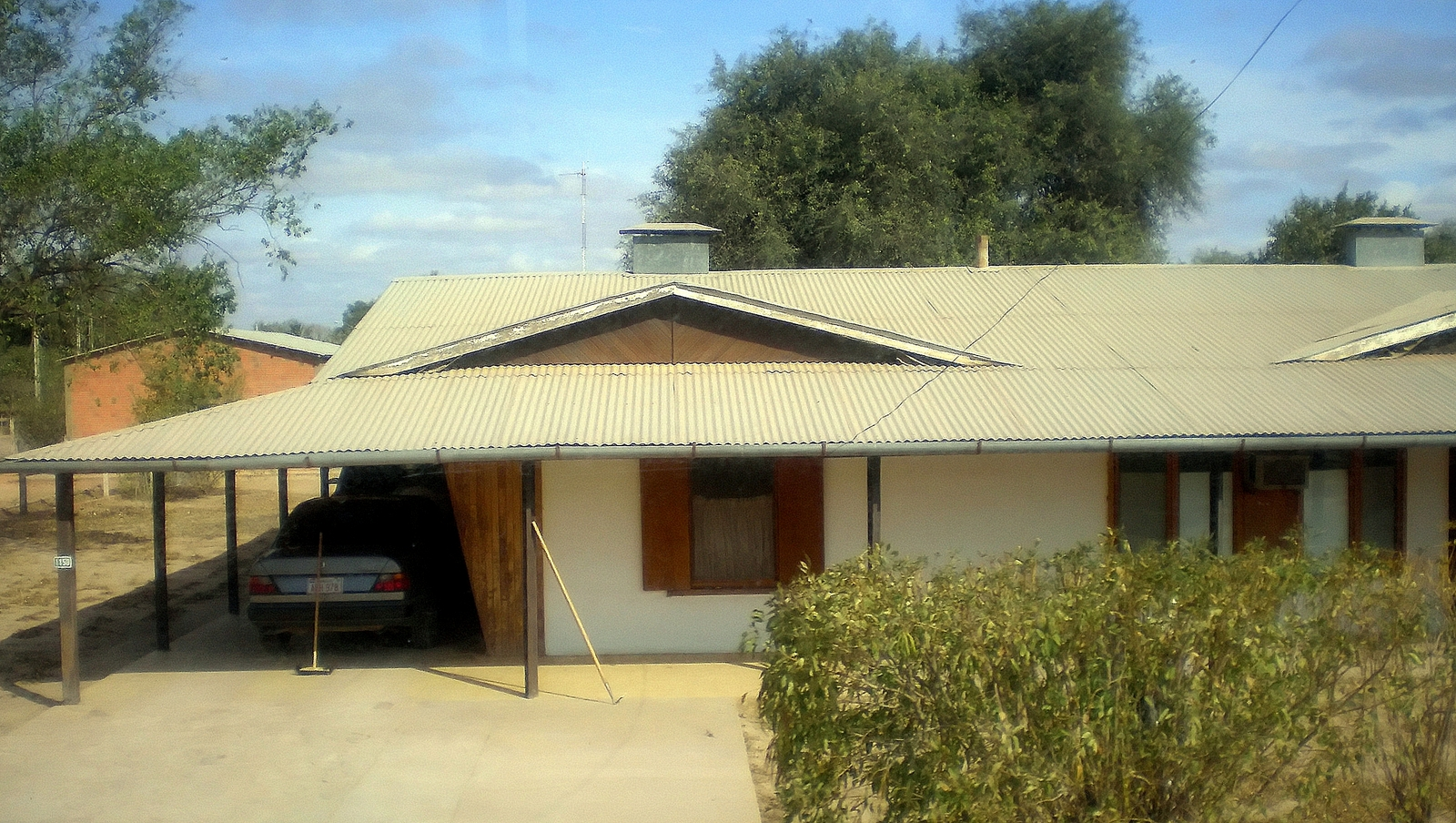
Typisches Wohnhaus

## Persönlichkeiten
- Jacob Thiessen (* 1964 in Loma Plata), paraguayisch-schweizerischer Theologe, Hochschullehrer und -rektor
- Xenia Hiebert (* 1998), Sprinterin